# Jiu Jitsu
Jiu Jitsu è un  film del 2020 diretto e scritto da Dimitri Logothetis.
Basato sull'omonimo comic book di Logothetis e Jim McGrath pubblicato nel 2017, è interpretato da Alain Moussi, Frank Grillo, JuJu Chan, Tony Jaa e Nicolas Cage.

## Trama
Ogni sei anni un antico ordine di guerrieri esperti di jujutsu affronta una razza aliena che tenta di invadere il pianeta Terra, protetto da loro per migliaia di anni. In una giungla della Birmania, Jake Barnes, un celebre eroe di guerra, sta fuggendo da uno shuriken lanciato da Brax, il potente capo degli invasori. Jake, tuttavia, finisce su una scogliera in riva all'oceano perdendo i sensi. Wylie, un anziano combattente di jujutsu, salva Jake e lo affida alle cure di due pescatori birmani, i quali lo conducono in un vicino avamposto militare, ipotizzando che quest'ultimo provenga da lì. Sconcertati dal racconto di una cometa che giunge ogni sei anni e di un buco nell'ingresso di un tempio, gli agenti cercano di capire da dove provenga Jake. Un ufficiale dell'intelligence, Myra, tenta quindi di interrogare quest'ultimo, il quale ha però perso la memoria.
Myra inietta a Jake un siero della verità, il quale si rivela tuttavia inefficace. Nel frattempo, la base viene attaccata da Keung, un guerriero di jujutsu, il quale salva Jake, riunendosi con l'esperto di armi Harrigan e Carmen. Mentre Jake e il gruppo di guerrieri tentano di tornare al loro quartier generale, i soldati si ripresentano venendo sconfitti. Malgrado tutto, durante lo scontro, Jake viene catturato da Myra, il quale, mentre tenta di scappare con gli altri, viene fermato da Brax. Tuttavia, Jake riesce a sconfiggere l'alieno e a fare esplodere il portale ponendo fine alla razza aliena.

## Produzione
Nel marzo 2019 fu annunciato che Cage e Alain Moussi si erano uniti al cast.
Le riprese del film si sono svolte nel giugno 2019 a Cipro e ai templi di Bagan.